# Понсонби, Вир, 9-й граф Бессборо
Вир Бра́базон По́нсонби, 9-й граф Бессборо (англ. Vere Brabazon Ponsonby, 9th Earl of Bessborough, 27 октября 1880, Лондон — 10 марта 1956, Станстед-Хаус, Стафтон, Суссекс) — британский юрист, предприниматель и политик, 14-й генерал-губернатор Канады (с 1931 по 1935 год).

## Биография
Вир Понсонби родился в 1880 году в Лондоне, став третьим из шести детей и первым сыном в семье Эдварда Понсонби, 8-го графа Бессборо (1851—1920), и Бланш Вир Гест (1847—1919). Окончил школу Хэрроу и Тринити-колледж в Кембридже, с 1903 года вёл адвокатскую практику.
Одновременно с юридической практикой Понсонби участвовал в политической жизни страны. В 1906 году он впервые баллотировался в Палату общин, но проиграл выборы. С 1907 по 1910 год Понсонби был членом совета Лондонского графства, а затем был избран в Палату общин от Челтнема, представляя там Консервативную партию. Его первое пребывание в парламенте было коротким, продлившись с января по декабрь 1910 года.
В июне 1912 года Понсонби женился на Роберте де Нёфлиз, единственной дочери французского банкира, барона Жана де Нёфлиза. В этом браке родились четверо детей, один из которых погиб десятилетнем возрасте в результате несчастного случая. В 1913 году Понсонби был снова избран в Палату общин, на сей раз от Дувра, и затем успешно переизбран в 1918 году, оставаясь членом нижней палаты до 1920 года. В годы мировой войны Понсонби участвовал в Галлиполийской операции 1915 года, а в 1916—1918 годах состоял при штабе Генри Вильсона во Франции.
Когда в декабре 1920 года умер его отец, Вир Понсонби унаследовал титул графа Бессборо, став членом Палаты лордов. В 1920-е годы он занимался успешной предпринимательской деятельностью, возглавляя железную дорогу Сан-Паулу в Бразилии и англо-голландский концерн Margarine Union, а также занимая пост вице-президента компании De Beers.
В 1931 году лорд Бессборо стал рыцарем Большого креста ордена Святых Михаила и Георгия, был введён в Тайный совет Великобритании и назначен генерал-губернатором Канады, став единственным в истории британским бизнесменом, занимавшим этот пост. Бессборо стал первым генерал-губернатором Канады с пересмотренными полномочиями — было решено, что он более не представляет в Канаде правительство Великобритании, став личным посланником короля. По решению короля Георга V для генерал-губернатора был утверждён новый штандарт, на котором изображён геральдический лев с подписью «Канада»; этот штандарт остаётся официальным флагом генерал-губернаторов Канады и в XXI веке. Через четыре месяца после прибытия графа Бессборо в Канаду в его семье родился последний, четвёртый ребёнок — мальчик, получивший в честь реки Святого Лаврентия имя Джордж Сент-Лоренс Нойфлиз.
Пребывание богатого аристократа и успешного предпринимателя графа Бессборо на посту генерал-губернатора Канады совпало с годами Великой депрессии. В качестве жеста доброй воли он отказался от 10 % положенного ему содержания. Несмотря на кризис, Бессборо стал свидетелем и участником ряда важных для экономики Канады событий, включая открытие в 1932 году трансканадской телефонной сети и учреждение Канадской радиовещательной корпорации (CBC), а также открытие Уэллендского канала. В 1932 году генерал-губернатор Канады открывал проходившую в Оттаве Имперскую экономическую конференцию — первый крупный международный форум в истории канадской столицы.
Лорд и леди Бессборо, оба бывшие актёрами-любителями, способствовали развитию театрального искусства в Канаде, учредив Драматический фестиваль доминиона. Их сын, виконт Дунканнон, играл на сцене одного из канадских театров — Ottawa Little Theatre, и первый Драматический фестиваль доминиона состоялся в 1933 году при участии этого театра. Граф Бессборо также поддерживал развитие в Канаде скаутского движения, а в 1935 году пропагандировал Королевский юбилейный фонд борьбы с раком.
После окончания пребывания на посту генерал-губернатора лорд Бессборо вернулся в Англию, где возобновил деловую активность. В 1937 году к его пэрству Ирландии добавилось пэрство Соединённого королевства в качестве первого графа Бессборо; этот титул был присвоен ему в частности за деятельность в Канаде. В годы войны Бессборо создал в Форин-офисе отдельный департамент по социальной поддержке французских граждан в Великобритании. Он умер в 1956 году, оставив титул своему сыну Фредерику.

## Семья
25 июня 1912 года лорд Бессборо женился на французской дворянке Роберте де Нефлиз (15 сентября 1892 — 22 ноября 1979), единственной дочери барона Жана Пупара де Нефлиза (1850—1928) и Мадлен Дольфюс-Давилье (1855—1926). У супругов было четверо детей:
- Фредерик Эдвард Нойфлиз Понсонби, 10-й граф Бессборо (29 марта 1913 — 5 декабря 1993), старший сын и преемник отца. В 1948 году[8] он женился на Мэри Манн, дочери Чарльза А. Манна-младшего и Мэри Астор Пол[9].
- Десмонд Нойфлиз Понсонби (4 августа 1915 — 8 апреля 1925), погиб в результате несчастного случая при поездке[8].
- Мойра Бланш Мадлен Понсонби (2 марта 1918 — 4 декабря 2016), в 1945 году вышла замуж за Дениса Джона Волко Брауна, сына Сильвестра Джона Брауна.
- Джордж Сент-Лоуренс Нойфлиз Понсонби (14 августа 1931 — 16 мая 1951)[10], умер неженатым.